# Hungerbach (Lein)
Der Hungerbach ist ein Bach des Kraichgaus in der Stadtteilgemarkung Stetten am Heuchelberg von Schwaigern des baden-württembergischen Landkreises Heilbronn. Nach 21⁄3 km langem Lauf insgesamt nach Osten mündet er in Stetten von links in die obere Lein.

## Geographie

### Verlauf
Der Hungerbach entsteht etwa einen halben Kilometer südlich der Stettener Aussiedlerhofgruppe Sommerbergshöfe auf etwa 237 m ü. NHN an einem Nordostzipfel des Essigwaldes. Auf seiner ersten Laufhälfte fließt er etwa ostnordostwärts in meist sehr geraden Stücken neben Feldwegen, auf dem ersten Laufviertel in der Dinkelsklinge unter einer steilen Böschung rechtsseits und von zwei längeren Heckenstücken mit meist Waldbäumen begleitet.
Nachdem er die gut hundert Meter linksseits liegenden Dinkelsklingenhöfe passiert hat, setzt der höhere Bewuchs am Ufer völlig aus, die umgebenden Äcker reichen nun bis ans Ufer bzw. bis an den weiter begleitenden Feldweg. Nach halbem Weg wendet er sich nach Ostsüdosten. An der Westseite der ihn gut einen halben Kilometer vor seiner Mündung querenden L 1107 durchläuft er ein meist trockenliegendes Hochwasserrückhaltebecken. Auf der anderen Seite der Landesstraße beginnt das Weichbild von Stetten und bald durchläuft er meist offen den südwestlichen Siedlungsteil des Ortes.
Auf 192,3 m ü. NHN und damit etwa 45 Höhenmeter unterhalb seines Ursprungs am Waldrand mündet der Hungerbach nach 2,3 km langem Lauf mit mittlerem Sohlgefälle von etwa 19 ‰ von links in die obere Lein.

### Einzugsgebiet
Der Hungerbach hat ein ca. 2,3 km² großes Einzugsgebiet, das naturräumlich zum Leinbachgäu im Unterraum Lein-Elsenz-Hügelland des  Kraichgaus gehört. Der höchste Punkt liegt ganz im Westen im Essigwald nordwestlich des Pelzsees auf etwa 253 m ü. NHN. Dort steht auf weniger als einem Zehntel seiner Fläche Wald, die umfangreicheren offenen Gebiete östlich davon werden überwiegend ackerbaulich genutzt; darin eingestreut sind die Stettener Aussiedlerhofgruppen Sonnenberghöfe, Dinkelhöfe und Birkenhöfe. Um die Mündung liegt der südwestliche Siedlungsteil von Stetten am Heuchelberg im Einzugsgebiet, zu dessen Stadtteilgemarkung das ganze Gebiet gehört.
Reihum grenzen die Einzugsgebiete folgender Nachbargewässer an:
- Im Nordnordwesten liegt das obere Einzugsgebiet des Stebbachs, der über den Staudbach zur Elsenz entwässert, einem Neckar-Zufluss weit unterhalb der Lein;
- im Nordosten konkurriert der Bach durch den Hasengrund, der unterhalb des Hungersbachs in die Lein einfließt;
- im Südsüdosten ist ein Triebwasserkanals linksseits der Lein das nächste offene Gewässer;
- im Südwesten läuft jenseits des Essigwaldes der Horkgraben ebenfalls oberhalb des Hungersbachs zur Lein.

### Zuflüsse und Rückhaltebecken
Dem Hungerbach fließen allenfalls kurze, gerade Feldweggräben zu, aber keine Gewässer von Bedeutung.
An der Westseite der L 1107 wurde 2013 vom Zweckverband Hochwasserschutz Leintal das Hochwasserrückhaltebecken L8 Stetten Hungerbach eingerichtet. Das gewöhnlich trockenliegende Becken auf etwa 200 m ü. NHN kann  hinter seinem 4,1 m hohen Erddamm bis zu 14.700 m³ Wasser zurückhalten, die dann ungesteuert wieder abfließen.

## Geologie
Der Essigwald im Westen des Einzugsgebietes steht auf direkt anstehendem Gipskeuper (Grabfeld-Formation), der auch weiter östlich die erste triassische Schicht im Untergrund ist, wie jedenfalls der Vergleich mit ähnlichen Höhenlagen der Umgebung nahelegt, der dort aber durch teils lössführenden Fließerden, häufiger anderes Lösssediment aus dem Quartär überlagert ist. Darin wiederum ist ein holozänes Schwemmlandband um den Bachlauf eingelagert, das etwa ab dem Laufknick aus Auenlehm besteht.

## Schutzgebiete
Im Essigwald liegt an der Wasserscheide zum Korkgraben das eine Feuchtfläche umfassende, etwa 36 Ar große Naturdenkmal Pelzsee.

## Tourismus
Ein mit blauem Punkt markierter Wanderweg des Schwäbischen Albvereins aus dem Heuchelberg im Westen tritt entlang der südlichen Wasserscheide ins Einzugsgebiet ein, läuft ostwärts durch die Birkenhöfe auf das Rückhaltebecken zu, quert dort den Bach, folgt ihm dann kurz in Stetten am linken Ufer und wendet sich wenig vor der Mündung wieder von ihm ab.

### LUBW
Amtliche Online-Gewässerkarte mit passendem Ausschnitt und den hier benutzten Layern: Lauf und Einzugsgebiet des Hungerbachs

Allgemeiner Einstieg ohne Voreinstellungen und Layer: Daten- und Kartendienst der Landesanstalt für Umwelt Baden-Württemberg (LUBW) (Hinweise)
1. 1 2 3  Höhe nach dem Höhenlinienbild auf dem Hintergrundlayer Topographische Karte.
2. ↑  Höhe nach grauer Beschriftung auf dem Hintergrundlayer Topographische Karte.
3. ↑  Länge nach dem Layer Gewässernetz (AWGN).
4. ↑  Einzugsgebiet abgemessen auf dem Hintergrundlayer Topographische Karte.
5. ↑  Natur teilweise nach dem Layer Geschützte Biotope.
6. ↑  Daten des Hochwasserrückhaltebeckens nach dem Layer Stauanlage.
7. ↑  Schutzgebiet nach dem einschlägigen Layer.

### Andere Belege
1. ↑  Modellierte Werte nach Abfluss-BW Gewässerknoten MQ/MNQ
2. ↑  Josef Schmithüsen: Geographische Landesaufnahme: Die naturräumlichen Einheiten auf Blatt 161 Karlsruhe. Bundesanstalt für Landeskunde, Bad Godesberg 1952. → Online-Karte (PDF; 5,1 MB)
3. ↑  Geologie nach den Layern zu Geologische Karte 1:50.000 auf: Mapserver des Landesamtes für Geologie, Rohstoffe und Bergbau (LGRB) (Hinweise)